# Пазуристий тритон
Пазуристий тритон (Onychodactylus) — рід хвостатих земноводних з родини кутозубих тритонів. Має 12 видів.

## Опис
Загальна довжина представників цього роду досягає 19—21 см. На задніх кінцівках по 5 пальців. Хвіст довгий, біля основи циліндричний, на кінці трохи сплющений з боків. У личинок і дорослих особин на кінчиках пальців присутні чорні пазури.
У цих земноводних відсутні легені. Тому цих тритонів називають також пазуристими або безлегеневими. Піднебінні зуби у вигляді двох коротких поперечних рядків, розташованих між хоанами.

## Спосіб життя
Зустрічаються як на суходолі, так й у воді. Втім воліють пересуватися по землі. Зустрічаються у вологих місцинах. Активні у присмерку. Харчуються здебільшого безхребетними.
Самиця відкладає декілька ікряних мішечків, в яких міститься до 25 яєць.

## Розповсюдження
Розповсюджені у Китаї, Кореї, Японії, Амурській області, Приморському краї, Сахаліні (Російська Федерація).

## Види
- Onychodactylus fischeri (Boulenger, 1886)
- Onychodactylus fuscus Yoshikawa and Matsui, 2014
- Onychodactylus intermedius Nishikawa and Matsui, 2014
- Onychodactylus japonicus (Houttuyn, 1782)
- Onychodactylus kinneburi Yoshikawa, Matsui, Tanabe, and Okayama, 2013
- Onychodactylus koreanus Min, Poyarkov, and Vieites, 2012
- Onychodactylus nipponoborealis Kuro-o, Poyarkov, and Vieites, 2012
- Onychodactylus pyrrhonotus Yoshikawa & Matsui, 2022
- Onychodactylus sillanus Min, Borzée, & Poyarkov, 2022
- Onychodactylus tsukubaensis Yoshikawa and Matsui, 2013
- Onychodactylus zhangyapingi Che, Poyarkov, and Yan, 2012
- Onychodactylus zhaoermii Che, Poyarkov, and Yan, 2012